# نظم‌آباد (جازموریان)
نظم‌آباد، روستایی در دهستان کوهستان بخش چاه حسن شهرستان جازموریان در استان کرمان ایران است.

## جمعیت
بر پایه سرشماری عمومی نفوس و مسکن در سال ۱۳۹۵، جمعیت این روستا برابر با ۹۸ نفر (۲۲ خانوار) بوده است.